# Ляшук Тарас Іванович
Тара́с Іва́нович Ляшу́к (20 грудня 1986 — 8 серпня 2014) — молодший сержант Збройних сил України, учасник російсько-української війни.

## Життєвий шлях
Народився 1986 року в місті Корець (Рівненська область). Навчався в Новокорецькій ЗШ № 2, з 2000 року — Корецькій школі-ліцеї. Закінчив коледж радіоелектроніки у Запоріжжі, потім Класичний приватний університет у цьому ж місті за спеціальністю програмування та інформаційні технології. З 2013 року служив за контрактом, заступник командира бойової машини, 30-та окрема механізована бригада, служив за контрактом з 2013 року.
Загинув 8 (чи 11) серпня 2014-го в бою біля села Степанівка.
Звістка про його смерть надійшла 11 серпня. Похований 16 серпня 2014 року в селі Новий Корець.
Без сина лишилась мама Тетяна Василівна.

## Нагороди та вшанування
За особисту мужність і героїзм, виявлені у захисті державного суверенітету та територіальної цілісності України, вірність військовій присязі під час російсько-української війни, відзначений — нагороджений
- орденом «За мужність» III ступеня (15.5.2015, посмертно)
- на фасаді Корецького ліцею відкрито пам'ятну дошку Тарасові Ляшуку
- його портрет розміщений на меморіалі «Стіна пам'яті полеглих за Україну» в Києві: секція 2, ряд 9, місце 20
- вшановується 8 серпня на щоденному ранковому церемоніалі вшанування захисників України, які загинули за свободу, незалежність і територіальну цілісність нашої держави[1].